# Стальна (річка)
Стальна (крим. Stalna, вона ж головний колектор № 6) — річка в Криму, на території Джанкойського району.
Довжина, за даними Джанкойського управління водного господарства, 6,9 кілометра, площа водозбірного басейну — 134 км.
Стальна впадає в обширний заболочений, часто затоплюваний водами, лиман-солончак Сивашу, біля села Многоводне (за класифікацією — лагунно-заливний тип без вираженої гирлової ділянки).
Місце, звідки бере початок річка визначити складно: сильно каналізована упродовж, Стальна у верхів'ї розпадається на декілько невеликих придатків, які є колекторами Північнокримського каналу. Найдальші простяглися в околиці села Рубинівка на кордоні з Курманським районом.
Назва річки сучасна, присвоєне, мабуть, після перетворення маловодної балки — сухоріччя в річку, наповнену водами Північнокримського каналу за назвою розташованого на ній великого села Стальне, центру однойменної сільради, по території якої, в основному, протікає річка і де на ній створено досить велике водосховище. Раніше балка зафіксованої назви не мала, хоча, іноді, позначалася на картах як водотік.